# Assessor de imprensa
Um assessor de imprensa ou assessor de comunicação é um consultor sênior que fornece conselhos sobre como lidar com a mídia e, usando técnicas de manipulação da mídia, ajuda o cliente dele ou dela a manter uma imagem pública positiva e evitar cobertura negativa da mídia.

## Atribuições e funções
Eles geralmente, mas não sempre, agem como porta-voz sênior da organização. Muitos governos também têm assessores de imprensa. Um assessor de imprensa adjunto é tipicamente um funcionário político de nível médio que auxilia o assessor de imprensa e o diretor de comunicações com aspectos da conscientização pública. Eles geralmente escrevem os comunicados de imprensa e as recomendações de mídia para avaliação do assessor de imprensa e do diretor de comunicações. Geralmente há assessores de imprensa auxiliares e assessores de imprensa que suportam o assessor de imprensa. Os assessores de imprensa também dão declarações para a mídia quando um evento em particular acontece ou um problema cresce dentro da organização. Portanto, espera-se que eles tenham um enorme conhecimento sobre a instituição ou organização que eles estão trabalhando e serem capazes de explicar e responder dúvidas sobre as políticas da organização, pontos de vista sobre um determinado assunto e o seu posicionamento oficial em questões problemáticas.